# Ada (linguaggio di programmazione)
Ada è un linguaggio di programmazione sviluppato verso la fine degli anni settanta su iniziativa del Dipartimento della Difesa (DOD) degli Stati Uniti. Sia le specifiche che lo sviluppo del linguaggio furono affidati a bandi di gara. Tra le 17 proposte inviate in seguito al bando indetto dal DOD, fu scelto nel 1979 il progetto di Jean Ichbiah, che all'epoca lavorava presso la CII Honeywell Bull. Le specifiche divennero uno standard ANSI e ISO nel 1983, seguito dalle successive revisioni nel 1995, 2005 e 2012. Un sottoinsieme hard real-time del linguaggio è noto come profilo Ravenscar.
Ada combina principi e tecniche provenienti da diversi paradigmi di programmazione, in particolare programmazione modulare, programmazione orientata agli oggetti, programmazione concorrente e calcolo distribuito. Sebbene l'interesse del DOD vertesse principalmente sullo sviluppo di applicazioni militari, Ada è un linguaggio general purpose che si presta all'utilizzo in qualsiasi dominio applicativo. L'origine militare si rivela però nella presenza di caratteristiche fortemente orientate alla sicurezza del codice; per questo motivo, il linguaggio viene ancora oggi usato in molti contesti in cui il corretto funzionamento del software è critico, come astronautica, avionica, controllo del traffico aereo, finanza e dispositivi medici.
I compilatori Ada impiegati per lo sviluppo di software mission-critical devono seguire un processo di certificazione secondo lo standard internazionale ISO/IEC 18009 (Ada: Conformity Assessment of a Language Processor), implementato nella suite Ada Conformity Assessment Test Suite (ACATS), parte integrante del processo di certificazione svolto da laboratori autorizzati dall'Ada Compiler Assessment Authority (ACAA).
Il nome iniziale del linguaggio doveva essere DOD-1, ma venne in seguito cambiato in Ada in onore di Ada Lovelace, illustre matematica dei primi anni del XIX secolo, accreditata come la prima programmatrice della storia per aver sviluppato un algoritmo per il calcolo dei numeri di Bernoulli sulla macchina analitica di Charles Babbage.

## Caratteristiche
Ada eredita alcune caratteristiche stilistiche fondamentali da ALGOL, rispetto al quale aggiunge molte funzionalità basilari (come il sistema di tipi, i record, i puntatori o le enumerazioni, implementati in buona parte in stile Pascal) e funzionalità avanzate proprie dei moderni linguaggi di programmazione (polimorfismo, ereditarietà, eccezioni, tasking).
Il linguaggio fornisce un gran numero di controlli sia statici (a tempo di compilazione) sia dinamici (a runtime), che prevengono un'ampia varietà di errori (uso errato dei parametri, errori di tipo, violazione di range e off-by-one). I controlli dinamici sono disattivabili se si vuole massimizzare l'efficienza, tramite il pragma Suppress, o tramite switch specifici dei vari compilatori. Sicurezza e affidabilità del codice sono infatti uno dei principali aspetti che hanno guidato lo sviluppo del linguaggio.

### "Hello, world!" in Ada
Un Hello world in Ada è il seguente:
```
with
 
Ada.Text_IO
;
 
use
 
Ada.Text_IO
;

procedure
 
Hello
 
is

begin

  
Put_Line
(
"Hello, world!"
);

end
 
Hello
;

```

## Sintassi
A differenza della maggior parte dei linguaggi di programmazione, Ada è insensibile alle maiuscole. Le convenzioni stilistiche più comuni prevedono di scrivere le keyword del linguaggio interamente in minuscolo (o, meno comunemente, interamente in maiuscolo) e i nomi di tutti gli identificatori (tipi, variabili, subroutine, package etc.) in snake case con l'iniziale di ogni parola maiuscola. I commenti sono su singola linea, iniziati da un doppio trattino -- e terminati dal ritorno a capo. Per gli identificatori e i commenti Ada supporta il set di caratteri ISO 10646, permettendo quindi di scrivere codice in caratteri non ASCII, e la lunghezza massima consentita per gli identificatori è legata all'implementazione (nelle implementazioni standard deve essere pari a non meno di 200 caratteri).
La sintassi di Ada impiega pochi simboli, prediligendo l'uso di parole in lingua inglese. I simboli sono l'assegnazione :=, gli operatori aritmetici elementari (+, -, *, / e **), gli operatori di comparazione (<, <=, >, >=, =, /=), i due punti : per dichiarare il tipo di una variabile, la freccia => negli aggregati, la virgola , come separatore negli aggregati, l'operatore di accesso ai campi ., l'indicazione di range .., il tick ' per accedere agli attributi, il box <> per indicare un parametro variabile nelle dichiarazioni, il punto e virgola ; per separare i parametri di una routine e per terminare le istruzioni. L'istruzione nulla è costituita dalla keyword null terminata da punto e virgola, mentre una riga vuota terminata da punto e virgola non è valida. I restanti operatori sono implementati tramite keyword (and, or, rem, mod etc.).
Ada è un linguaggio strutturato e i blocchi sono delimitati da keyword. La chiusura del blocco contiene un riferimento o identificatore per capire immediatamente a quale apertura appartiene ed evitare confusione, impedendo inoltre potenziali dangling else o analoghi errori. Ad esempio, una subroutine contenente un ciclo for appare come:
```
procedure
 
Example
 
is

  
X
:
 
array
 
(
Integer
 
range
 
1.
.
5
)
 
of
 
Integer
;

begin

  
for
 
I
 
in
 
X
'
Range
 
loop

    
X
(
I
)
 
:=
 
I
;

  
end
 
loop
;

end
 
Example
;

```

### Parole riservate
Il linguaggio, in riferimento allo standard Ada 2012, ha 73 parole riservate:
```
abort

abs

abstract

accept

access

aliased

all

and

array

at

begin

body

case

constant

declare

delay

delta

digits

do

else

elsif

end

entry

exception

exit

for

function

generic

goto

if

in

interface

is

limited

loop

mod

new

not

null

of

or

others

out

overriding

package

pragma

private

procedure

protected

raise

range

record

rem

renames

requeue

return

reverse

select

separate

some

subtype

synchronized

tagged

task

terminate

then

type

until

use

when

while

with

xor

```

Esiste un'omonimia tra le parole riservate access, delta, digits, mod e range e gli omonimi attributi, ma essendo gli attributi sempre preceduti da un apostrofo (detto tick) non esiste rischio di ambiguità.

### Dichiarazioni di variabile
Le dichiarazioni di variabile in Ada si effettuano indicando il nome dell'entità dichiarata, seguito da : e poi dal tipo, quest'ultimo preceduto da eventuali specificatori (constant, aliased, not null etc.). Un valore di inizializzazione statico o dinamico può essere indicato facoltativamente dopo il tipo, separato da :=, e la dichiarazione è infine terminata da ;. Le dichiarazioni possono essere collocate nella specifica di un package o nella parte dichiarativa di una routine o di un blocco declare. Più variabili possono essere dichiarate nella stessa dichiarazione, separando i nomi con virgole, ma si tratta solo di zucchero sintattico e tecnicamente le dichiarazioni sono comunque distinte ed indipendenti fra loro, quindi ad esempio un'eventuale espressione di inizializzazione viene valutata una volta per ciascuna variabile.
È possibile definire variabili costanti facendo precedere il tipo dalla keyword constant, nel quale caso è obbligatorio fornire un'inizializzazione, ed è inoltre possibile definire costanti numeriche omettendo il tipo prima dell'inizializzazione, che deve consistere in un'espressione statica, ovvero nota a tempo di compilazione (il tipo della costante viene inferito dall'inizializzatore letterale). La differenza tra variabili costanti e costanti numeriche consiste nel fatto che le prime sono variabili calcolate a runtime, mentre le seconde vengono risolte a tempo di compilazione.
```
-- variabile intera

N
:
 
Integer
;

-- due variabili intere, inizializzate con un valore casuale

-- (possono assumere due valori diversi)

I
,
 
J
:
 
Integer
 
:=
 
Random
(
Seed
);

-- variabile costante (valutata a runtime)

F
:
 
constant
 
Float
 
:=
 
Float
(
I
 
+
 
J
);

-- costante numerica (risolta staticamente a tempo di compilazione)

π
:
 
constant
 
:=
 
3.14159_26535_89793_23846
;

```

### Goto
A differenza di molti linguaggi moderni, Ada conserva l'istruzione goto. Pur essendo generalmente deprecata nella programmazione strutturata, è infatti un'istruzione utile per la generazione automatica di codice a partire da sorgenti in altri linguaggi o specifiche formalizzate ad alto livello. È inoltre accettabile in alcuni contesti, come il salto verso il termine di un blocco (ad esempio un'iterazione di un ciclo) o l'uscita da cicli profondamente annidati, contesto nel quale è più leggibile rispetto ad analoghe istruzioni break o continue in altri linguaggi in quanto il punto di arrivo del salto nel codice è chiaramente indicato dalla label (mentre il break in linguaggi come il C può essere error prone).
```
procedure
 
Print_Integers
 
is

begin

  
for
 
I
 
in
 
1.
.
20
 
loop

    
Put
(
Integer
'
Image
(
I
));

    
if
 
I
 
mod
 
5
 
=
 
0
 
then

      
New_Line
;

      
goto
 
Continue
;
 
-- goto

    
end
 
if
;

    
Put
(
", "
);

  
<<Continue>>
 
-- label

  
end
 
loop
;

end
 
Print_Integers
;

```

## Sistema di tipi

Gerarchia dei tipi in Ada

Ada è un linguaggio fortemente tipizzato e typesafe. A differenza del C e dei suoi derivati, Ada non ammette conversioni di tipo implicite (tranne che per i tipi universali e gli access type anonimi) e la conversione di tipo si effettua scrivendo il nome del tipo seguito dalla variabile da convertire tra parentesi, ad esempio:
```
procedure
 
Conversion
 
is

  
X
:
 
Float
 
:=
 
2.9
;

  
Y
:
 
Integer
;

begin

  
Y
 
:=
 
X
;
          
-- illegale (assegna valore Float a variabile Integer)

  
X
 
:=
 
X
 
+
 
1
;
      
-- illegale (l'operatore + non è definito su tipi misti)

  
X
 
:=
 
X
 
+
 
1.0
;
    
-- legale

  
Y
 
:=
 
Integer
(
X
);
 
-- conversione di tipo (con arrotondamento): ora Y vale 3

end
 
Conversion
;

```

Il tipo di un letterale può essere indicato esplicitamente con una sintassi simile alla conversione, aggiungendo un tick prima della parentesi aperta. Questo è utile soprattutto in caso di ambiguità, quando uno stesso letterale (ad esempio una stringa, o un valore enumerativo) può riferirsi a tipi diversi.

### Tipi predefiniti
A differenza del C e dei suoi derivati, in Ada non esistono keyword che identificano tipi primitivi, e tutti i tipi predefiniti sono definiti nella standard library. I tipi predefiniti fondamentali (come Integer, Float o Character) sono definiti nel package Standard, ma per massimizzare la portabilità è considerata buona pratica non usare direttamente i tipi predefiniti e definire invece i propri, anche per i tipi numerici più semplici.
I tipi definiti nel package Standard sono sempre visibili in ogni parte del programma, mentre gli altri tipi definiti nei restanti package della libreria standard richiedono una clausola with per essere visibili. I tipi definiti in Standard sono:
- Integer: tipo discreto intero, che assume valori in un intervallo di estensione legata all'implementazione, non inferiore a {\displaystyle -2^{15}+1} .. {\displaystyle +2^{15}-1}.
  - Natural: sottotipo di Integer che può assumere solo valori non negativi;
  - Positive: sottotipo che può assumere solo valori positivi non nulli;
- Float: tipo in virgola mobile con almeno sei cifre;
- Duration: tipo in virgola fissa, usato per esprimere un tempo in secondi;
- Character, Wide_Character, Wide_Wide_Character: tipi speciali di enumerazione, usati per i caratteri di testo con codifica rispettivamente a 8, 16 e 32 bit (gli ultimi due sono stati aggiunti rispettivamente in Ada 95 e in Ada 2005)
- String, Wide_String, Wide_Wide_String: stringhe di lunghezza fissa, costituite da array di caratteri. Altre due varietà di stringhe, più flessibili ma anche più pesanti dal punto di vista computazionale, sono definite in altri package della libreria, e sono Ada.Strings.Bounded.Bounded_String (per stringhe di lunghezza variabile fino ad un valore massimo) e Ada.Strings.Unbounded.Unbounded_String (per stringhe di lunghezza variabile senza restrizioni), i cui rispettivi package forniscono anche routine per la manipolazione;
- Boolean: tipo enumerativo che può assumere i valori False e True, e che gode di una semantica particolare.

I package System e System.Storage_Elements forniscono alcuni tipi che sono utili per la programmazione a basso livello:
- System.Address: rappresenta un indirizzo di memoria;
- System.Storage_Elements.Storage_Offset: rappresenta un offset di memoria, che può essere aggiunto o sottratto ad un indirizzo per ottenere un altro indirizzo;
- System.Storage_Elements.Storage_Count: un sottotipo di Storage_Offset che può assumere solo valori non negativi, usato per rappresentare la dimensione di una struttura dati;
- System.Storage_Elements.Storage_Element: rappresenta l'unità minima di memoria indirizzabile (ovvero un singolo byte nella maggior parte delle implementazioni);
- System.Storage_Elements.Storage_Array: array di Storage_Element.

### Dichiarazione di tipi e sottotipi
I tipi possono essere definiti usando la keyword type, sotto forma di enumerazione, come tipo in virgola mobile con la keyword digits o a partire da un altro tipo preesistente, usando la keyword new, mentre l'attributo 'Base di un tipo fornisce il tipo base da cui deriva. A partire da un tipo è possibile definire un sottotipo (con la keyword subtype), che consiste in un insieme di valori contenuto nel dominio del tipo da cui deriva.
```
-- nuovo tipo numerico definito a partire da Integer

type
 
Giorno
 
is
 
new
 
Integer
;

-- sottotipo di Giorno

subtype
 
Giorno_Del_Mese
 
is
 
Giorno
 
range
 
1.
.
31
;

```

### Tipi enumerativi
I tipi enumerativi possono essere specificati indicando tra parentesi i possibili valori. I letterali di tipo enumerativo possono confliggere, e in tale caso per risolvere l'ambiguità si indica il tipo esplicitamente. È possibile specificare un range di valori enumerativi, ed è possibile dichiarare sottotipi enumerativi che assumano solo una parte dei valori del tipo da cui derivano.
Per i tipi enumerativi sono definiti automaticamente gli operatori di confronto (l'ordine è dato dalla posizione nella dichiarazione, partendo dal valore minimo verso il massimo), e dispongono di diversi attributi utili, tra i quali 'First e 'Last, che restituiscono il primo e l'ultimo valore del tipo, 'Succ e  'Pred, che restituiscono i valori precedente e successivo, 'Pos e 'Val, che restituiscono rispettivamente l'indice posizionale (zero-based) del valore (ovvero la posizione nella dichiarazione) e il valore associato ad un indice.
```
procedure
 
P
 
is

  
type
 
Divinità
 
is
 
(
Giove
,
 
Giunone
,
 
Minerva
,
 
Eros
,
 
Venere
);

  
type
 
Pianeta
 
is
 
(
Mercurio
,
 
Venere
,
 
Terra
,
 
Marte
,
 
Giove
,
 
Saturno
,
 
Urano
,
 
Nettuno
);

  
subtype
 
Pianeta_Roccioso
 
is
 
Pianeta
 
range
 
Mercurio
 
..
 
Marte
;

  
P1
:
 
Pianeta
  
:=
 
Mercurio
;

  
D1
:
 
Divinità
 
:=
 
Giunone
;

  
-- letterali ambigui

  
P2
:
 
Pianeta
  
:=
 
Pianeta
'(
Giove
);

  
D2
:
 
Divinità
 
:=
 
Divinità
'(
Giove
);

  
B
:
 
Boolean
;

  
I
:
 
Integer
;

  
D
:
 
Divinità
;

  
P
:
 
Pianeta
;

begin

  
-- esempi di operatori e attributi

  
B
 
:=
 
Giunone
 
<
 
Minerva
;
       
-- True

  
I
 
:=
 
Pianeta
'
Pos
(
Venere
);
     
-- 1

  
P
 
:=
 
Pianeta_Roccioso
'
Last
;
   
-- Marte

  
D
 
:=
 
Divinità
'
Pred
(
Minerva
);
  
-- Giunone

end
 
P
;

```

### Array
Gli array sono definiti tramite la keyword array, specificando tra parentesi la natura degli indici (che possono essere di un qualsiasi tipo discreto). Oltre al tipo è possibile specificare un range per gli indici dell'array, indicando non la dimensione della struttura, ma una coppia di valori minimo e massimo per l'indice, eliminando alla radice il problema della scelta tra array zero-based e one-based. L'accesso agli elementi di un array avviene segnando l'indice tra parentesi tonde.
Un tipo array può essere definito anonimamente nella dichiarazione di variabile, oppure può essere dichiarato un tipo specifico per l'array con la keyword type. La differenza fondamentale è che nel primo caso due array non possono essere assegnati fra loro, anche se dichiarati con un tipo anonimo che sembra lo stesso, in quanto si tratta formalmente di due tipi diversi (anche se la dichiarazione avviene nella stessa riga separando i nomi delle variabili con la virgola, in quanto tale notazione è solo zucchero sintattico per due dichiarazioni distinte).
Gli array supportano lo slicing, assegnando contemporaneamente un range (non necessariamente statico) di indici, anche con sovrapposizione di elementi.
```
procedure
 
P
 
is

  
-- array di tipo anonimo

  
A
,
 
B
:
 
array
 
(
Integer
 
range
 
1.
.
5
)
 
of
 
Float
;

  
  
-- tipo per array, di lunghezza variabile

  
type
 
Vettore
 
is
 
array
 
(
Integer
 
range
 
<>)
 
of
 
Float
;

  
-- sottotipo per array di lunghezza fissa

  
subtype
 
Vettore_5
 
is
 
Vettore
(
1
..
5
);

  
-- array con indice 1..5

  
C
,
 
D
:
 
Vettore_5
;

  
-- array con indice 1..6

  
E
:
 
Vettore
 
(
1.
.
6
);

begin

  
A
 
:=
 
B
;
 
-- illegale (non compila), le due variabili hanno tipo (anonimo) diverso

  
C
 
:=
 
D
;
 
-- legale

  
C
 
:=
 
E
;
 
-- illegale

  
A
(
1.
.
3
)
 
:=
 
B
(
2.
.
4
);
 
-- slice

  
A
(
1.
.
3
)
 
:=
 
A
(
2.
.
4
);
 
-- slice con sovrapposizione di elementi (ok)

end
 
P
;

```

È possibile dichiarare array mutlidimensionali nativi, separando gli indici con virgole, oppure sotto forma di array di array (e quindi jagged array), in questo caso avendo cura di fare attenzione all'ordine delle dichiarazioni.
```
procedure
 
P
 
is

  
A
:
 
array
 
(
Integer
 
range
 
1.
.
5
,
 
Integer
 
range
 
2.
.
7
)
 
of
 
Float
;
           
-- array di dimensione 2

  
B
:
 
array
 
(
Integer
 
range
 
2.
.
7
)
 
of
 
array
 
(
Integer
 
range
 
1.
.
5
)
 
of
 
Float
;
 
-- array di array

begin

  
A
(
1
,
 
2
)
 
:=
 
5.0
;
 
-- accesso ad un elemento di un array multidimensionale

  
B
(
1
)(
2
)
 
:=
 
5.0
;
 
-- accesso ad un elemento di un array di array

end
 
P
;

```

Per gli array è possibile utilizzare nelle dichiarazioni o nelle istruzioni dei letterali (detti aggregati), costituiti da un insieme di valori tra parentesi tonde, separati da virgole. Gli aggregati possono essere posizionali oppure nominativi: nel primo caso la corrispondenza del valore con l'indice cui si riferisce è data dalla posizione nell'aggregato (l'ordine dei valori deve seguire quindi quello degli elementi dell'array), nel secondo caso invece per ogni valore si specifica l'indice, usando il simbolo => per separarlo dal valore. È possibile assegnare uno stesso valore a più indici, usando il range .. se sono consecutivi o una pipe | per elencare dei valori non consecutivi. La sintassi degli aggregati è rigorosa e non consente inizializzazioni parziali, ma è possibile specificare individualmente solo alcuni elementi e completare l'assegnazione con un valore per tutti i restanti elementi, usando la keyword others.
```
-- aggregato posizionale

A
:
 
array
 
(
Integer
 
range
 
1.
.
5
)
 
of
 
Integer
 
:=
 
(
1
,
 
2
,
 
3
,
 
4
,
 
5
);

-- aggregato nominativo, con range e others (gli aggregati per gli array annidati sono invece posizionali)

B
:
 
array
 
(
Integer
 
range
 
2.
.
7
)
 
of
 
array
 
(
Integer
 
range
 
1.
.
5
)
 
of
 
Integer

  
:=
 
(
2
 
..
 
4
 
|
 
6
 
=>
 
(
1
,
 
3
,
 
5
,
 
7
,
 
9
),
 
others
 
=>
 
(
2
,
 
4
,
 
6
,
 
8
,
 
10
));

```

È possibile applicare agli array unidimensionali di valori Boolean che abbiano stesso tipo e lunghezza gli operatori not, and, or e xor, e il risultato è un array le cui componenti sono calcolate applicando l'operatore alle singole coppie di componenti degli array operandi.

### Record
I record possono essere definiti con la keyword record, specificando i campi analogamente alle dichiarazioni di variabili (inclusa la possibilità di assegnare valori predefiniti). È possibile accedere ai campi di un record con la dot notation, ed utilizzare aggregati costruiti analogamente a quelli degli array. È inoltre possibile definire un record senza campi con la coppia di keyword null record, utile per definire tipi astratti o per estendere un tipo senza aggiungere nuovi campi.
```
procedure
 
P
 
is

  
-- record

  
type
 
Data
 
is

    
record

      
Giorno
 
:
 
Integer
 
range
 
1.
.
31
 
:=
 
1
;

      
Mese
   
:
 
Nome_Mese
           
:=
 
Gennaio
;
 
-- Nome_Mese è un qualche tipo enumerativo

      
Anno
   
:
 
Integer
             
:=
 
1970
;

    
end record
;

  
D
,
 
E
:
 
Data
;

  
type
 
Null_Record
 
is
 
null record
;
 
-- record senza campi

begin

  
D
 
:=
 
(
10
,
 
Gennaio
,
 
1995
);

  
E
.
Giorno
 
:=
 
D
.
Giorno
;

end
 
P
;

```

### Tipi parametrici
È possibile utilizzare dei parametri (detti discriminanti) nella dichiarazione di un tipo, che verranno specificati quando si dichiarano le variabili o si deriva un tipo non parametrico.
```
package
 
Discriminanti
 
is

  
-- tipo per un testo di lunghezza generica, specificata dal discriminante Size

  
type
 
Testo
(
Size
: 
 
Positive
)
 
is

    
record

      
Position
 
:
  
Positive
 
:=
  
1
;

      
Data
     
:
  
String
(
1
 
..
 
Size
);

    
end record
;

  
-- variabile per un testo di 100 caratteri

  
T
:
 
Testo
 
(
100
);

end
 
Discriminanti
;

```

### Tipi limitati
Un ulteriore meccanismo di controllo sui tipi è dato dalla possibilità di definire tipi limitati, tramite la keyword limited. I tipi limitati dispongono solo delle operazioni dichiarate nel package, quindi non sono assegnabili con := e non dispongono delle operazioni di confronto predefinite = e /=. Un tipo privato può essere definito limitato ma implementato internamente come non limitato, in questo caso il tipo è limitato all'esterno del package ma non limitato nella parte privata dello stesso, garantendo flessibilità all'interno del package, dove le operazioni predefinite rimangono disponibili, e allo stesso tempo il controllo sul tipo rispetto a chi lo usa all'esterno del package.

## Modularità
Ada è un linguaggio strutturato e permette di dividere il codice in più unità di compilazione (routine e package), che possono essere compilate separatamente.

### Routine
Ada supporta due tipi di routine, funzioni e procedure, dichiarate con le keyword function e  procedure. Le prime hanno un valore di ritorno e possono essere usate solo nel contesto di un'espressione (in Ada, a differenza dei linguaggi derivati dal C, non esistono expression statement), mentre le seconde non hanno valore di ritorno e possono essere usate solo come istruzione. Sia le procedure sia le funzioni sono costituite da due parti distinte, una parte dichiarativa tra le keyword is e begin, che può contenere solo dichiarazioni (come variabili, tipi o altre routine annidate), e una parte contenente solo istruzioni, tra le keyword begin e end. È possibile inserire dichiarazioni fuori dalla parte dichiarativa usando un blocco declare, e le relative dichiarazioni sono visibili solo al suo interno. Una routine può costituire un'unità di compilazione autonoma oppure può essere dichiarata ed implementata all'interno di un package o nella parte dichiarativa di un'altra routine.
I parametri di una routine vengono specificati tra parentesi tonde, e Ada supporta il passaggio di parametri sia per valore sia per riferimento, con tre diversi modi: in, out e in out. I parametri passati in modo in possono solo essere letti dalla routine, quelli in modo out possono solo essere scritti, quelli in modo in out possono essere letti e scritti. Il modo di un parametro viene specificato dopo i : e prima del tipo, e se omesso viene assunto in come predefinito. È possibile definire un valore predefinito per i parametri, che in questo modo diventano opzionali e possono essere omessi nelle chiamate alla routine: in tale caso viene usato il valore predefinito. Per i parametri e i valori di ritorno di tipo access è possibile specificare la null exclusion, che causa un'eccezione a runtime se il parametro (o il valore restituito) sono null. Le routine vengono invocate facendo seguire al nome delle stesse una coppia di parentesi tonde contenenti i parametri, ma se una routine viene dichiarata o chiamata senza passare alcun parametro le parentesi tonde possono essere omesse. Le routine definite su tipi tagged possono essere richiamate anche con la dot notation rispetto al parametro di tipo tagged.
```
-- esempio di procedura con parametro facoltativo

procedure
 
Incrementa
(
X
: 
in
 
out
 
Integer
;
 
Incremento
: 
Integer
 
:=
 
1
)
 
is

begin

  
X
 
:=
 
X
 
+
 
Incremento
;

end
 
Incrementa
;

-- esempio di chiamata in un'altra porzione di codice

procedure
 
P
 
is

  
N
:
 
Integer
 
:=
 
0
;

begin

  
Incrementa
(
N
);

  
-- ora N vale 1

  
Incrementa
(
N
,
 
3
);

  
-- ora N vale 4

end
 
P
;

```

Anche gli operatori sono funzioni, definite indicando il nome dell'operatore tra doppi apici, e Ada supporta l'overloading degli stessi, così come l'overload e l'override delle routine in generale.
```
-- esempio di overload dell'operatore + con operandi di un tipo T

-- la cui somma è definita nella funzione Somma_T

function
 
"+"
(
Left
,
 
Right
: 
T
)
 
return
 
T
 
is

begin

  
return
 
Somma_T
(
Left
,
 
Right
);

end
 
"+"
;

```

Gli operatori sono identificati dalle seguenti keyword:
```
abs
 
and
 
mod
 
not
 
or
 
rem
 
xor

=
 
/=
 
<
 
<=
 
>
 
>=

+
 
-
 
*
 
/
 
**
 
&

```

### Package
La modularità del codice ad un livello più astratto rispetto alle routine è ottenuta tramite i package. Un package è suddiviso in due parti distinte, specifica e implementazione, e alcuni compilatori (come GNAT) obbligano ad inserire una sola unità di compilazione per file, dividendo inoltre specifica e implementazione in due file separati (rispettivamente .ads e .adb). La specifica rappresenta l'interfaccia del package accessibile dall'esterno e può essere compilata indipendentemente dall'implementazione, facilitando i test nelle fasi iniziali di sviluppo. L'implementazione contiene il codice effettivo delle routine definite nell'interfaccia, più altre eventuali routine non accessibili dall'esterno del package. I package possono essere compilati separatamente e, in caso di modifica all'implementazione di un package senza alterarne la specifica, eventuali altri package da esso dipendenti non necessitano di essere ricompilati.
Le dichiarazioni delle routine contenute devono essere inserite nella specifica del package (file .ads), mentre l'implementazione si colloca nel body (file .adb).  Specifica e implementazione devono avere una type conformance completa, ovvero il nome della routine, l'eventuale tipo di ritorno, il numero, tipo, modo, ordine, valore predefinito e nome dei parametri devono essere identici nella specifica e nell'implementazione, a meno di alcune differenze non sostanziali: un letterale numerico può essere sostituito con uno formalmente diverso ma con lo stesso valore, a un identificatore può essere aggiunto un prefisso in dot notation, un'indicazione esplicita del modo in può essere omessa, un insieme di parametri dello stesso sottotipo possono essere indicati separatamente. Tutte le routine dichiarate nella specifica devono essere necessariamente implementate nel body, salvo alcune eccezioni: le procedure nulle (la cui dichiarazione termina con is null, ed è equivalente a una procedura contenente solo un'istruzione nulla), le routine astratte (che non hanno un'implementazione) e le funzioni costituite da un'espressione condizionale (che viene inserita direttamente nella specifica).
```
-- specifica

package
 
P
 
is

  
-- routine implementate nel body

  
procedure
 
Somma
(
A
,
 
B
: 
in
 
Integer
;
 
S
: 
out
 
Integer
);

  
function
 
Somma
(
A
,
 
B
: 
Integer
 
:=
 
0
)
 
return
 
Integer
;

  
-- routine non implementate nel body

  
procedure
 
Foo
(
A
: 
Integer
)
 
is
 
null
;
         
-- procedura nulla

  
function
 
Baz
 
is
 
abstract
;
                  
-- routine astratta

  
function
 
Bar
(
A
: 
Integer
)
 
return
 
Boolean
 
is
 
-- funzione costituita da un'espressione condizionale

    
(
if
 
A
 
>
 
0
 
then
 
True
 
else
 
False
);

end
 
P
;

-- implementazione

package
 
body
 
P
 
is

  
procedure
 
Somma
(
A
,
 
B
: 
in
 
Integer
;
 
S
: 
out
 
Integer
)
 
is

  
begin

    
-- inizio istruzioni

    
S
 
:=
 
A
 
+
 
B
;

  
end
 
Somma
;

  
function
 
Somma
(
A
,
 
B
: 
Integer
 
:=
 
0
)
 
return
 
Integer
 
is

    
-- inizio parte dichiarativa

    
C
:
 
Integer
;

  
begin

    
-- inizio istruzioni

    
C
 
:=
 
A
 
+
 
B
;

    
return
 
C
;

  
end
 
Somma
;

end
 
P
;

```

Si può creare una gerarchia di package in due modi: con l'annidamento, definendo un package dentro l'altro, e con la parentela, definendo un package come figlio dell'altro (separando padre e figlio con la dot notation). I package figli possono essere inoltre definiti come privati, e in questo modo sono totalmente inaccessibili fuori dal package padre.
```
-- package padre

package
 
Padre
 
is

    
-- package annidato

    
package
 
Annidato
 
is

      
...

    
end
 
Annidato
;

end
 
Padre
;

-- package figlio

package
 
Padre.Figlio
 
is

   
...

end
 
Padre.Figlio
;

-- package figlio privato

private
 
package
 
Padre.Figlio_Privato
 
is

  
...

end
 
Padre.Figlio_Privato
;

```

 Tali tipi avranno perciò una vista parziale nella parte pubblica, e una vista completa nella parte privata del package. I package figli condividono la parte privata del padre ma non dei fratelli, tuttavia è possibile importare un package fratello in modo da poterne vedere anche la parte privata usando la clausola private with invece della solita with.
```
package
 
P
 
is

  
type
 
T
 
is
 
private
;
 
-- T è visibile fuori da P, ma non la sua implementazione

private

  
-- S non può essere visto né usato fuori dal package P

  
type
 
S
 
is

    
record

      
...

    
end record
;

  
-- completa la definizione di T

  
type
 
T
 
is

    
record

      
-- i campi di T non sono visibili né utilizzabili fuori dal package P

      
I
:
 
Integer
;

    
end record
;

end
 
P
;

```

### Generics
In Ada le routine o i package possono avere dei parametri risolti staticamente a tempo di compilazione, specificati facendo precedere l'unità dalla keyword generic e specificati tra parentesi tonde quando si istanzia l'unità generica. I generics sono un meccanismo statico che consente un riuso del codice, permettendo di istanziare la stessa unità con parametri di tipo differenti, ma a differenza di altri linguaggi i parametri generici possono essere non solo tipi, ma anche valori o routine. Nel caso di package generici, non può essere usata su essi la clausola use (può essere usata solo sulle loro istanze concrete) ed ogni eventuale loro package figlio deve necessariamente essere generico.
Ad esempio, una procedura per scambiare due elementi può essere parametrizzata rispetto al tipo degli stessi
```
generic

  
type
 
T
 
is
 
private
;

procedure
 
Scambia
(
A
,
 
B
: 
in
 
out
 
T
);

procedure
 
Scambia
(
A
,
 
B
: 
in
 
out
 
T
)
 
is

  
Temp
:
 
T
;

begin

  
Temp
 
:=
 
A
;

  
A
 
:=
 
B
;

  
B
 
:=
 
Temp
;

end
 
Scambia
;

```

ed essere istanziata per l'uso su tipi diversi:
```
procedure
 
Scambia_Interi
 
is
 
new
 
Scambia
 
(
Integer
);

procedure
 
Scambia_Float
  
is
 
new
 
Scambia
 
(
Float
);

```

Analogamente un package può implementare uno stack generico
```
generic

  
type
 
T
 
is
 
private
;

  
Capacità
:
 
Positive
;

package
 
Stack
 
is

  
procedure
 
Push
(
X
: 
T
);

  
function
 
Pop
 
return
 
T
;

private

  
A
:
 
array
 
(
1
 
..
 
Capacità
)
 
of
 
T
;

  
Posizione
:
 
Integer
 
range
 
0
 
..
 
Capacità
;

end
 
Stack
;

```

che può essere istanziato per contenere oggetti di differente tipo e scegliendo di volta in volta la capacità massima:
```
package
 
Int_Stack
   
is new
 
Stack
 
(
Integer
,
 100
);
 
-- stack con una capacità di 100 valori interi

package
 
Float_Stack
 
is new
 
Stack
 
(
Float
,
 50
);
    
-- stack con una capacità di  50 valori float

```

#### Parametri di tipo
Nel caso più semplice, un parametro di tipo generico è istanziabile e ha solo la definizione di assegnamento e uguaglianza. Possono essere specificati diversi attributi del parametro di tipo, che ne modificano l'interfaccia: può essere limitato, può avere dei discriminanti (anche non specificati, indicati con il box <>, in tal caso il tipo non è istanziabile), può essere tagged, astratto, può essere discendente di un tipo preesistente o può essere un'interfaccia con una o più interfacce progenitrici. Alcuni esempi di parametri di tipo generici:
```
generic

  
type
 
A
 
is
 
private
;
               
-- tipo privato

  
type
 
B
 
is
 
limited
;
               
-- tipo limitato

  
type
 
C
 
(
X
: 
Integer
);
             
-- tipo con discriminante X

  
type
 
D
 
(<>);
                     
-- tipo con discriminante sconosciuto

  
type
 
E
 
is
 
tagged
;
                
-- tipo tagged

  
type
 
F
 
is
 
new
 
T
;
                 
-- tipo derivato dal tipo non tagged T

  
type
 
G
 
is
 
new
 
T
 
with
 
private
;
    
-- tipo derivato dal tipo tagged T

  
type
 
H
 
is
 
interface
 
and
 
I
 
and
 
J
;
 
-- tipo interfaccia con due progenitrici

package
 
Generic_Package
 
is

  
...

end
 
Generic_Package
;

```

Per i tipi enumerativi e numerici esistono anche delle indicazioni particolari, e per ognuno di essi sono disponibili le operazioni predefinite per tale tipo.
```
generic

  
type
 
A
 
is
 
(<>);
               
-- tipo enumerativo

  
type
 
B
 
is
 
range
 
<>;
           
-- tipo numerico con segno

  
type
 
C
 
is
 
mod
 
<>;
             
-- tipo numerico modulare

  
type
 
D
 
is
 
digits
 
<>;
          
-- tipo in virgola mobile

  
type
 
E
 
is
 
delta
 
<>;
           
-- tipo in virgola fissa

  
type
 
F
 
is
 
delta
 
<>
 
digits
 
<>;
 
-- tipo decimale

```

#### Parametri routine
Poiché per un tipo generico si assume l'esistenza delle sole funzioni predefinite per quella categoria di tipi, può essere necessario passare come parametro anche una o più routine. Ad esempio, implementando un albero binario di ricerca che possa contenere chiavi di un tipo qualsiasi, per effettuare le operazioni di inserimento o ricerca è necessario poter comparare le chiavi, ma l'operatore di confronto < non è predefinito per ogni tipo. Si può quindi ovviare al problema passando tale operatore come parametro generico. I parametri generici per le routine devono essere quindi passati esplicitamente quando si istanzia il package, ma possono essere omessi se nella dichiarazione del parametro generico si specifica is <>. In questo caso la routine viene scelta automaticamente quando si istanzia il package, a patto che sia definita e visibile, sia unica e abbia completa type conformance con la dichiarazione del parametro generico.
```
-- package generico

generic

  
type
 
T
 
is
 
private
;

  
with
 
function
 
"<"
(
Sinistra
,
 
Destra
:
 
T
)
 
return
 
Boolean
 
is
 
<>;

package
 
Albero_Binario
 
is

  
...

end
 
Albero_Binario
;

-- package che usa l'Albero_Binario

package
 
P
 
is

  
type
 
Data
 
is

    
record

      
...

    
end record
;

  
function
 
Confronta_Data
(
Sinistra
,
 
Destra
: 
Data
)
 
return
 
Boolean
;

  
-- istanzia il package generico sul tipo Data

  
package
 
Albero_Data
 
is new
 
Albero_Binario
(
Data
,
 Confronta_Data
);

  
-- l'operatore può anche essere omesso, perché esiste ed è visibile per il tipo Float

  
package
 
Albero_Float
 
is new
 
Albero_Binario
(
Float
);

end
 
P
;

```

## Memoria dinamica
La memoria dinamica (chiamata storage pool) è gestita ad alto livello ed è typesafe. Il linguaggio non fornisce puntatori flessibili come quelli del C (che sono una tra le principali fonti di bug, errori e vulnerabilità), ma utilizza dei riferimenti (detti access type) che conservano informazioni sull'accessibilità degli oggetti ai quali fanno riferimento e seguono precise regole di accessibilità, prevenendo il problema dei dangling pointer. La versatilità del linguaggio per applicazioni a basso livello è comunque garantita, grazie all'attributo 'Address e al package System, che permettono di manipolare indirizzi di memoria raw. L'interfaccia Interfaces.C.Pointers fornisce inoltre dei puntatori in stile C, utili quando si interfaccia un'applicazione Ada con una in C.
La semantica del linguaggio permette la garbage collection, la cui presenza è però legata all'implementazione: solitamente è assente nei compilatori per le architetture native (in quanto può influire in maniera imprevedibile sul timing, e questo è un effetto deleterio nei sistemi real-time) ma è talvolta presente per i compilatori che hanno come architettura target la JVM. La deallocazione può essere effettuata manualmente, istanziando l'unità generica Ada.Unchecked_Deallocation, che deve essere usata con attenzione per evitare di deallocare oggetti nello stack o creare dangling pointer. Per aumentare la sicurezza si può applicare un pattern di smart pointer, creando oggetti che contano e gestiscono autonomamente i riferimenti alle risorse, in modo che il programmatore del client non debba deallocare niente in maniera esplicita.

## Programmazione orientata agli oggetti
A differenza di molti linguaggi orientati agli oggetti, Ada non ha un costrutto per le classi analogo a C++ o Java. Tra i principali aspetti della programmazione OOP vi sono la possibilità di distinguere il tipo di un oggetto a runtime, di definire un tipo a partire da un altro e di permettere a tali tipi di ereditare le operazioni primitive del tipo da cui deriva. In Ada la differenza tra variabili che sono "oggetti" e che non lo sono consiste nel fatto che le prime conservano a runtime le informazioni sul proprio tipo, consentendo il polimorfismo e il dynamic dispatch. 

### Ereditarietà
L'ereditarietà si ha tramite estensione, che rende possibile aggiungere nuovi campi, mantenendo anche quelli ereditati. È possibile convertire un oggetto (record tagged) di un sottotipo in un tipo antenato, mentre non è possibile fare il contrario, ma è possibile assegnare un oggetto di tipo antenato ad un tipo discendente usando un aggregato che completi i campi mancanti (extension aggregate). L'estensione S di un tipo tagged T tramite la keyword new eredita anche le operazioni primitive per T, ovvero quelle subroutine dichiarate nello stesso package in cui è dichiarato T e che abbiano un parametro o un risultato di tipo T. I tipi derivati hanno quindi un'interfaccia che è sempre un sovrainsieme di quella del tipo da cui derivano, e l'implementazione effettiva delle operazioni ereditate può essere modificata tramite override (l'indicazione esplicita di override nella dichiarazione dell'operazione tramite la keyword overriding, o viceversa di non override con not overriding, è facoltativa ma costituisce un utile controllo statico a tempo di compilazione). Le funzioni di un tipo tagged possono essere richiamate con la dot notation sulla variabile dell'oggetto. L'incapsulamento dello stato interno degli oggetti non è diverso da quello per i tipi non tagged, ed è ottenuto usando il meccanismo di incapsulamento dei package. L'estensione di un tipo può avvenire anche privatamente, per cui i campi aggiunti nell'estensione non sono visibili all'esterno del package.
```
package
 
Persone
 
is

  
type
 
Persona
 
is
 
tagged
 
-- tipo tagged

    
record

      
Nome
    
:
 
String
;

      
Cognome
 
:
 
String
;

      
Età
     
:
 
Natural
;

    
end record
;

  
function
 
Salario
(
P
: 
Persona
)
 
return
 
Float
;
 
-- operazione primitiva, restituisce zero come default

  
  
type
 
Lavoratore
 
is
 
new
 
Persona
 
with
  
-- tipo derivato aggiungendo nuovi campi

    
record

      
Mansione
  
:
 
Job
;
    
-- un qualche tipo enumerativo

      
Anzianità
 
:
 
Natural
;

    
end record
;

  
overriding

  
function
 
Salario
(
L
: 
Lavoratore
)
 
return
 
Float
;
 
-- override di un'operazione primitiva

  
type
 
Studente
 
is
 
new
 
Persona
 
with

    
record

      
Istituto
 
:
 
School
;
 
-- tipo enumerativo

      
Corso
    
:
 
Year
;
   
-- altro tipo enumerativo

    
end record
;

  
-- Studente eredita la funzione Salario di Persona, che restituisce zero

  
-- estensione privata

  
type
 
Dottorando
 
is
 
new
 
Studente
 
with
 
private
;

  
-- dichiarazione di un oggetto Studente

  
S
:
 
Studente
 
:=
 
(
"John"
,
 
"Doe"
,
 
20
,
 
"Trinity College"
,
 
III
);

  
-- conversione da un sottotipo ad un tipo antenato

  
P
:
 
Persona
 
:=
 
Persona
(
S
);

  
-- assegnamento ad un sottotipo con un extension aggregate

  
T
:
 
Studente
 
:=
 
(
P
 
with
 
Istituto
 
=>
 
"MIT"
,
 
Corso
 
=>
 
IV
);

private

  
type
 
Dottorando
 
is
 
new
 
Studente
 
with

    
record

      
-- i campi aggiunti non sono visibili fuori dal package

      
Dipartimento
:
 
Department
;

    
end record
;

end
 
Persone
;

```

### Dynamic dispatch
Con il termine "classe" in Ada si indica un insieme di tipi (class wide), costituito da un tipo tagged e da tutti i tipi da esso derivati direttamente o indirettamente. È possibile definire operazioni che hanno parametri o risultato di un tipo class wide usando l'attributo 'Class, ad esempio per un tipo T il suo tipo class wide viene indicato con T'Class. La differenza tra un'operazione con un parametro di tipo T e uno di tipo T'Class è che nel primo caso la scelta della routine da eseguire è determinata staticamente a tempo di compilazione, nel secondo caso è determinata dinamicamente a runtime (dynamic dispatch). Se nell'esempio precedente si aggiunge al tipo Persona la seguente operazione primitiva
```
function
 
Reddito_Annuo
(
P
: 
Persona
)
 
return
 
Float
 
is

  
return
 
12.0
 
*
 
P
.
Salario
;

end
 
Reddito_Annuo
;

```

si ha che la funzione restituirà sempre zero per tutti gli oggetti, anche dei tipi come Lavoratore che avessero salario non nullo, perché al suo interno viene sempre richiamata staticamente la funzione Salario definita per il tipo Persona, che restituisce zero. Se invece l'operazione è definita come
```
function
 
Reddito_Annuo
(
P
: 
Persona
'
Class
)
 
return
 
Float
 
is

  
return
 
12.0
 
*
 
P
.
Salario
;

end
 
Reddito_Annuo
;

```

il dispatch della funzione Salario avviene dinamicamente e il risultato restituito è quello corretto anche per gli oggetti di tipo Lavoratore.

### Tipi astratti e interfacce
Se un tipo tagged viene dichiarato astratto, tramite la keyword abstract, non è possibile dichiarare variabili di quel tipo, ma solo usarlo come base da cui derivare altri tipi. I tipi astratti possono avere componenti e routine concrete, ma anche routine a loro volta definite come astratte, che non sono provviste di implementazione. Quando si deriva un tipo concreto da un tipo astratto, tutte le sue routine astratte devono necessariamente essere oggetto di override. Un'interfaccia è un tipo dichiarato con la keyword interface, ed è analogo ad un tipo astratto ma ha maggiori restrizioni, in quanto non può avere componenti né routine concrete, salvo procedure nulle o routine con parametri class wide.
Ada ha un meccanismo di ereditarietà singola per le implementazioni e multipla per le interfacce, simile al Java, per cui è possibile definire tipi che estendono al massimo un tipo concreto o astratto, ma allo stesso tempo possono implementare un numero arbitrario di interfacce. Questo previene possibili conflitti o ambiguità derivanti dall'ereditarietà multipla completa, ma conserva comunque la flessibilità consentendo ad un tipo di poter avere più interfacce di routine. Le interfacce possono essere usate anche con estensioni private, ma in quel caso la vista completa e quella parziale del tipo devono essere conformi rispetto alle interfacce implementate, per cui non è possibile aggiungere o togliere interfacce nel completamento privato della dichiarazione.
```
package
 
P
 
is

  
-- tipo astratto: può avere campi, procedure concrete e astratte

  
type
 
S
 
is
 
abstract
 
tagged

    
record

      
...

    
end record
;

  
procedure
 
Foo
(
X
: 
S
);

  
procedure
 
Baz
(
X
: 
S
)
 
is
 
abstract
;

  
-- interfaccia: non può avere campi né operazioni concrete (che non 

  
-- siano nulle o con parametro class wide)

  
type
 
T
 
is
 
interface
;

  
procedure
 
Foo
(
X
: 
T
)
 
is
 
abstract
;

  
procedure
 
Baz
(
X
: 
T
)
 
is
 
null
;

  
procedure
 
Bar
(
X
: 
T
'
Class
);

end
 
P
;

```

### Tipi controllati
In Ada non esiste il concetto di costruttore, ma è possibile sostituirne le caratteristiche funzionali usando un tipo controllato. Un tipo controllato è un tipo che estende Ada.Finalization.Controlled (oppure Ada.Finalization.Limited_Controlled per i tipi controllati e limitati), per il quale è possibile eseguire l'override di tre procedure (due nel caso dei tipi limitati, dove manca la procedura Adjust):
```
with
 
Ada.Finalization
;

package
 
P
 
is

  
type
 
T
 
is
 
new
 
Ada
.
Finalization
.
Controlled
 
with

    
record

      
...

    
end record
;

  
overriding
 
procedure
 
Initialize
 
(
This
: 
in
 
out
 
T
);

  
overriding
 
procedure
 
Adjust
     
(
This
: 
in
 
out
 
T
);

  
overriding
 
procedure
 
Finalize
   
(
This
: 
in
 
out
 
T
);

end
 
P
;

```

La procedura Initialize viene eseguita sull'oggetto subito dopo la creazione e può svolgere le funzionalità di inizializzazione tipicamente delegate ad un costruttore, la procedura Adjust viene eseguita subito dopo un'assegnazione (per cui non è disponibile per i tipi Limited_Controlled) e può fungere da costruttore di copia, mentre la procedura Finalize viene eseguita immediatamente prima della deallocazione di un oggetto, e funge da distruttore.
Per ragioni storiche, i tipi Ada.Finalization.Controlled e Ada.Finalization.Limited_Controlled non sono interfacce (aggiunte solo in Ada 2005) ma tipi astratti, per cui non è possibile definire un tipo che sia controllato e che contemporaneamente erediti l'implementazione di un tipo non controllato.

### Inglese
- Mark Allen Weiss, Data Structures and Algorithm Analysis in Ada, Benjamin-Cummings Publishing Company, 1993, ISBN 0-8053-9055-3.
- Colin Atkinson, Object-Oriented Reuse, Concurrency and Distribution: An Ada-Based Approach, Addison-Wesley, 1991, ISBN 0-201-56527-7.
- Louis Baker, Artificial Intelligence With Ada, McGraw-Hill, 1989, ISBN 0-07-003350-1.
- John Barnes, High Integrity Ada: The Spark Approach, Addison-Wesley, ISBN 0-201-17517-7.
- John Barnes, Programming in Ada 2012, Cambridge University Press, 2014, ISBN 978-1-107-42481-4.
- John Barnes, Programming in Ada 95, Addison-Wesley, 1998, ISBN 0-201-34293-6.
- John Barnes, Programming in Ada plus Language Reference Manual, Addison-Wesley, 1991, ISBN 0-201-56539-0.
- Mordechai Ben-Ari, Ada for Software Engineers, John Wiley & Sons, 1998, ISBN 0-471-97912-0.
- Judy Bishop, Distributed Ada: Developments and Experiences, Cambridge University Press, 1990, ISBN 0-521-39251-9.
- Grady Booch e Doug Bryan, Software Engineering with Ada, Addison-Wesley, 1994, ISBN 0-8053-0608-0.
- Alan Burns e Andy Wellings, Concurrency in Ada, Cambridge University Press, 1995, ISBN 0-521-62911-X.
- Alan Burns e Andy Wellings, Hrt-Hood: A Structured Design Method for Hard Real-Time Ada Systems, North-Holland, ISBN 0-444-82164-3.
- Alan Burns e Andy Wellings, Real-Time Systems and Programming Languages. Ada 95, Real-Time Java and Real-Time POSIX., Addison-Wesley, 2001, ISBN 0-201-72988-1.
- Norman Cohen, Ada as a Second Language, McGraw-Hill Science/Engineering/Math, 1996, ISBN 0-07-011607-5.
- Fintan Culwin, Ada, a Developmental Approach, Prentice Hall, 1992, ISBN 0-13-264680-3.
- Nell Dale, Chip Weems e John McCormick, Programming and Problem Solving with Ada 95, Jones & Bartlett Publishers, ISBN 0-7637-0293-5.
- Nell Dale, Susan Lilly e John McCormick, Ada Plus Data Structures: An Object-Based Approach, Jones & Bartlett Publishers, ISBN 0-669-41676-2.
- John English e Fintan Culwin, Ada 95 the Craft of Object Oriented Programming, Prentice Hall, 1997, ISBN 0-13-230350-7.
- Michael B. Feldman e Elliot B. Koffman, Ada 95, Addison-Wesley, 1999, ISBN 0-201-36123-X.
- Michael B. Feldman, Software Construction and Data Structures with Ada 95, Addison-Wesley, 1997, ISBN 0-201-88795-9.
- Dean W. Gonzalez, Ada Programmer's Handbook, Benjamin-Cummings Publishing Company, 1991, ISBN 0-8053-2529-8.
- Bruce Hillam, Introduction to Abstract Data Types Using Ada, Prentice Hall, 1994, ISBN 0-13-045949-6.
- Simon Johnston, Ada95 for C and C++ Programmers, Addison-Wesley, 1997, ISBN 0-201-40363-3.
- Bruce C. Krell, Developing With Ada: Life-Cycle Methods, Bantam Dell Pub Group, 1992, ISBN 0-553-09102-6.
- David R. Musser e Alexander Stepanov, The Ada Generic Library: Linear List Processing Packages, Springer-Verlag, ISBN 0-387-97133-5.
- Ian C. Pyle, Developing Safety Systems: A Guide Using Ada, Prentice Hall, 1991, ISBN 0-13-204298-3.
- David Rudd, Introduction to Software Design and Development With Ada, Brooks Cole, 1995, ISBN 0-314-02829-3.
- Bo Sanden, Software Systems Construction With Examples in Ada, Prentice Hall, 1994, ISBN 0-13-030834-X.
- Walter Savitch e Charles Peterson, Ada: An Introduction to the Art and Science of Programming, Benjamin-Cummings Publishing Company, 1992, ISBN 0-8053-7070-6.
- Jan Skansholm, Ada 95 From the Beginning, Addison-Wesley, 1996, ISBN 0-201-40376-5.
- Daniel Stubbs e Neil W. Webre, Data Structures with Abstract Data Types and Ada, Brooks Cole, 1993, ISBN 0-534-14448-9.
- S. Tucker Taft, Robert A. Duff, Randall L. Brukardt, Erhard Ploedereder, Pascal Leroy e Edmond Schonberg, Ada 2012 Reference Manual, Springer-Verlag, 2014, ISBN 978-3-642-45419-6.
- David A. Wheeler, Ada 95, Springer-Verlag, 1997, ISBN 0-387-94801-5.